# Béchy
Béchy là một xã trong vùng Grand Est, thuộc tỉnh Moselle, quận Metz-Campagne, tổng Pange. Béchy nằm trên độ cao trung bình là 282 mét trên mực nước biển. Xã có diện tích 9,57 km², dân số vào thời điểm 2004 là 517 người; mật độ dân số là 54,4 người/km².